# SIAM SHADE II
『SIAM SHADE II』（シャムシェイド ツー）は、1995年11月11日に発売されたSIAM SHADEのメジャー1stアルバム（インディーズ時代と通算で2枚目）である。

## 概要
メジャーデビュー後初のオリジナルアルバム。
シングル曲は、デビューシングル「RAIN」とカップリングの「SHAKE ME DOWN」の2曲のみである。
特典に、1stシングル「RAIN」との同時購入特典として、抽選でSIAM SHADEメンバーと電話でおしゃべりできるテレフォンクラブ「アリババの部屋」が存在した。
累計売上枚数は、約3.5万枚。

## 収録曲
| 全作詞・作曲・編曲: SIAM SHADE名義。 |                                                |                |                |      |
| #                                    | タイトル                                       | 作詞           | 作曲・編曲     | 時間 |
| 1.                                   | 「DREAMLESS WORLD」(原曲：DAITA／作詞：KAZUMA) | SIAM SHADE名義 | SIAM SHADE名義 | 5:25 |
| 2.                                   | 「TIME'S」(原曲：DAITA／作詞：KAZUMA)          | SIAM SHADE名義 | SIAM SHADE名義 | 4:24 |
| 3.                                   | 「CALLING」(原曲：DAITA／作詞：CHACK)          | SIAM SHADE名義 | SIAM SHADE名義 | 4:58 |
| 4.                                   | 「SADNESS」(原曲：DAITA／作詞：CHACK)          | SIAM SHADE名義 | SIAM SHADE名義 | 5:16 |
| 5.                                   | 「夢の中へ」(原曲・作詞：KAZUMA)               | SIAM SHADE名義 | SIAM SHADE名義 | 4:30 |
| 6.                                   | 「素顔のままで」(原曲・作詞：CHACK)            | SIAM SHADE名義 | SIAM SHADE名義 | 4:26 |
| 7.                                   | 「大きな木の下で」(原曲：DAITA／作詞：CHACK)   | SIAM SHADE名義 | SIAM SHADE名義 | 5:08 |
| 8.                                   | 「IMITATION LOVE」(原曲：DAITA／作詞：CHACK)   | SIAM SHADE名義 | SIAM SHADE名義 | 5:18 |
| 9.                                   | 「CAN'T FORGET YOU」(原曲・作詞：CHACK)        | SIAM SHADE名義 | SIAM SHADE名義 | 3:38 |
| 10.                                  | 「終わらない街」(原曲・作詞：KAZUMA)           | SIAM SHADE名義 | SIAM SHADE名義 | 4:24 |
| 11.                                  | 「RAIN」(原曲：DAITA／作詞：CHACK)             | SIAM SHADE名義 | SIAM SHADE名義 | 3:53 |
| 12.                                  | 「SHAKE ME DOWN」(原曲・作詞：CHACK)           | SIAM SHADE名義 | SIAM SHADE名義 | 3:46 |
| 合計時間:                            | 合計時間:                                      | 55:06          |                |      |

### 楽曲解説
1. DREAMLESS WORLD
2. TIME'S
のちに、2ndシングルとしてシングルカットされた。アレンジも異なる。
3. CALLING
4. SADNESS
5. 夢の中へ
6. 素顔のままで
7. 大きな木の下で
ベストアルバム『SIAM SHADE XI COMPLETE BEST 〜HEART OF ROCK〜』の収録曲を決めるファン投票で23位を記録した。
8. IMITATION LOVE
9. CAN'T FORGET YOU
『SIAM SHADE XI COMPLETE BEST 〜HEART OF ROCK〜』のファン投票で27位を記録した。
10. 終わらない街
11. RAIN
1stシングル。
12. SHAKE ME DOWN
1stシングルのカップリング。